# Illes del Mar del Corall

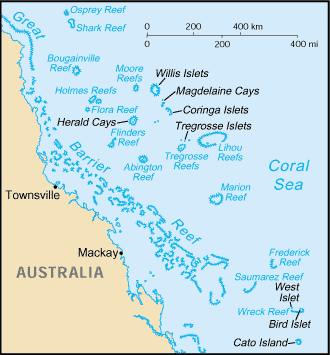
Mapa de les Illes del Mar del Corall

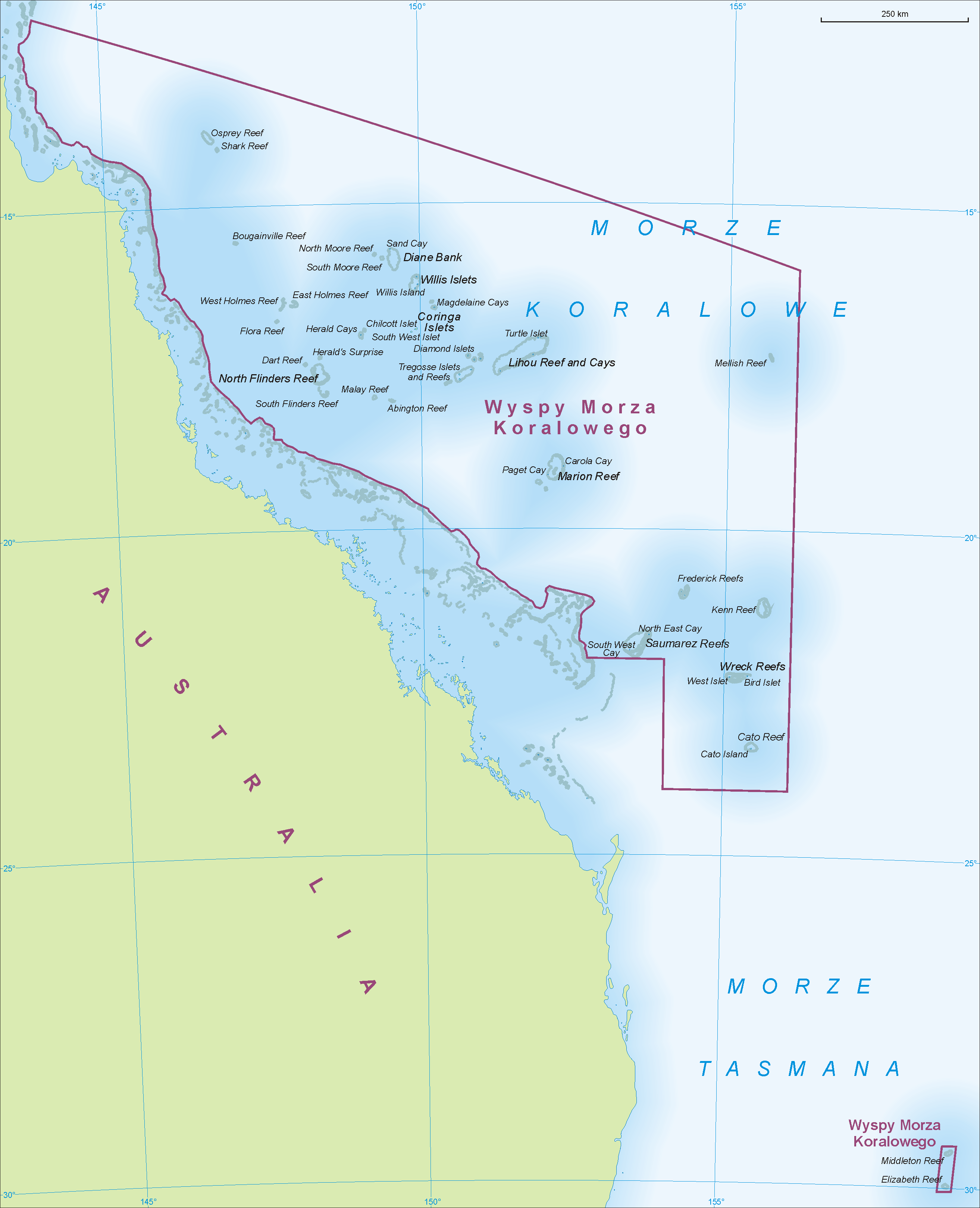
Mapa del Territori de les Illes del Mar del Corall

El Territori de les Illes del Mar del Corall, que forma part de l'Organització territorial d'Austràlia, comprèn un extens grup d'illes (i esculls) tropicals molt petites i totes deshabitades, llevat d'una, situades al Mar del Corall, al nord-est de Queensland, Austràlia. L'única illa habitada és l'Illa Willis, on hi viuen els 4 únics habitants del Territori. El Territori de les Illes del Mar del Corall cobreix una àrea total de 780.000 km² de l'oceà Pacífic, tot i que només 10 km² són terres emergides, a l'est i al sud de la cara externa de la Gran Barrera de Corall.

## Història
El primer mapa de les Illes del Mar del Corall es va fer el 1803. Els anys 1870 i 1880, les illes van ser explotades per extreure'n guano, però l'absència de cap font d'aigua dolça hi va dificultar l'establiment de poblacions estables. El Territori fou creat el 1969, segregant les illes de l'estat de Queensland, al qual pertanyien fins aleshores. El 1997 se li van annexar els esculls Elizabeth i Middleton, situats gairebé 800 km cap al sud, a prop del Mar de Tasmània, i a només 150 km de l'Illa de Lord Howe, que pertany a Nova Gal·les del Sud. Tampoc formen part del Territori les illes, illots i esculls que formen la Gran Barrera de Corall, que segueixen pertanyent a Queensland.
El Territori és una possessió federal administrada des de Canberra per l'Attorney-General, que ve a ser el Ministeri de Justícia i de l'Interior (fins al 2007, era administrat pel Ministeri d'Infraestructures, Transport, Desenvolupament Regional i Governs Locals). Pel que fa a la defensa, el territori està sota el control de l'armada australiana.
Austràlia manté estacions meteorològiques automàtiques en una gran quantitat d'illes i esculls, i reclama una zona de pesca exclusiva de 200 km. No hi ha cap altra activitat econòmica que la pesca i el submarinisme, i els únics habitants són tres o quatre empleats que mantenen l'estació meteorològica de l'Illa Willis des de 1921, amb la missió principal de detectar i vigilar els ciclons. El 2011, el govern d'Austràlia va anunciar que estava planificant una àrea protegida de 989.842 km² al Mar del Corall.

## Geografia
El Mar del Corall té una fondària mitjana de 3.900 m. Hi ha 30 atols i grups d'esculls, dotze que es troben permanentment submergits o que afloren només amb la marea baixa, i divuit emergits amb un total de 51 illots coral·lins (18 d'aquests tan sols a l'atol Lihou Reef). Alguns illots tenen vegetació. Els diversos atols tenen mides molt variables, des d'uns pocs kilòmetres de diàmetre fins als 100 x 30 km del Lihou Reef, el segon atol més gran del món, amb una llacuna interior de 2.500 km² (els 18 illots que l'envolten només sumen entre tots 0,91 km²). Totes les illes són de molt poca elevació. El codi FIPS 10 del Territori és CR, mentre que l'ISO 3166 l'inclou al codi (AU) d'Austràlia.
Els illots Willis són una important àrea de nidificació d'ocells i tortugues, però no tenen recursos naturals significatius. No arriben a 3 km² de terres emergides, i això ja és 1/3 del total del Territori. No hi ha cap port, i els desembarcaments es fan sempre ancorant a la platja.
La majoria dels atols es reparteixen entre dos grups principals, el del nord-est i el del sud-est, mentre que l'escull Mellish a l'est, i els esculls Middleton i Elizabeth al sud formen grupets separats.